# In and Out of Fashion
Pour plus de détails, voir Fiche technique et Distribution.
In and Out of Fashion est un documentaire de William Klein, réalisé en 1994 et sorti en France en 1998.

## Genèse
Le film a été réalisé en 1994, conjointement à une exposition au Centre international de la photographie à New York et à la sortie d'un livre, tous deux également intitulés In and Out of Fashion.

## Synopsis
Le film mêle différents travaux de William Klein : photographies de reportages et de mode, dessins de costumes (réalisés par sa femme Jeanne), spots publicitaires ; extraits de films de fiction (Qui êtes-vous, Polly Maggoo ?, Mister Freedom), ou de reportages (Le Business et la Mode, pour Cinq colonnes à la une en 1962) ; une séquence tirée de Mode in France, montrant Jean-Paul Gaultier au travail dans les coulisses d'un défilé ; son premier tournage dans les coulisses de la haute couture, sur les débuts d'Yves Saint Laurent,.
Le film évoque les rapports de William Klein avec la mode, mais aussi plus généralement son parcours artistique, dressant un autoportrait du photographe.

## Fiche technique
- Titre : In and Out of Fashion (In & Out of Fashion)
- Réalisation : William Klein
- Scénario : William Klein
- Photographie : Jean Boffety, Gérard de Battista, Pierre Lhomme, Philippe Rousselot
- Montage : Françoise Arnaud, Nadia Collot, Sophie Henocq
- Musique : Jean-Sébastien Bach, Michel Legrand, Serge Gainsbourg, Michel Colombier
- Production : Kuiv Productions, Paris New York Production
- Producteur délégué : Lieurac Productions
- Diffusion :  La Sept
- Pays :  France
- Langue : français
- Format : couleur et noir et blanc - 35 mm
- Genre : documentaire
- Durée : 85 minutes
- Date de sortie : 3 mars 1998 (France)

## Distribution
- Azzedine Alaïa

- Anémone
- Jacques Boudet
- Eddie Constantine
- André Dussollier
- Sami Frey
- Serge Gainsbourg
- Jean-Paul Gaultier
- Grace Jones
- Tchéky Karyo
- Claude Montana
- Philippe Noiret
- Donald Pleasence
- Jean Rochefort
- Yves Saint Laurent
- Jacques Seiler
- Delphine Seyrig
- Zouc

### Expositions
- In and Out of Fashion. Du 3 décembre 1994 au 26 février 1995, International Center of Photography, New York ((en) « William Klein: In and Out of Fashion », sur International Center of Photography, 23 février 2016 (consulté le 12 avril 2020))
- Du 23 février au 14 mai 2019, dans le cadre de la Fashion week, s'est tenue à Bercy Village, dans le 12e arrondissement parisien, une nouvelle exposition intitulée In & Out Fashion. Organisée conjointement par la galerie Polka et l’atelier William Klein, elle présentait 34 clichés de William Klein consacrés à l'univers de la mode (« Les plus beaux clichés de William Klein exposés à Paris », sur Vogue Paris (consulté le 12 avril 2020)).